# Maki Ikeda
Pour les articles homonymes, voir Ikeda (homonymie).
Maki Ikeda (池田 真紀, Ikeda Maki), née le 24 mai 1972, est une militante sociale et femme politique japonaise, représentant la préfecture d'Hokkaidō à la Chambre des représentants du Japon pour le Parti démocrate constitutionnel. 

## Jeunesse et carrière pré-électorale
Ikeda naît le 24 mai 1972, à Tokyo. Élevée dans une famille violente, elle est régulièrement battue par son père. Sa mère et sa sœur cadette fuient le foyer alors qu'Ikeda est encore au collège. Elle fuit à son tour le domicile familial à ses 18 ans, et part vivre chez sa grand-mère.
Prise à parti par les agents de recouvrement après la disparition de son mari criblé de dettes, elle parvient grâce à l'aide d'un ami avocat à sortir de ces situations familiales complexes. Confrontée à des difficultés d'embauche à cause de son statut de mère célibataire, Ikeda cumule plusieurs emplois à temps partiel et reprend ses études par correspondance, obtenant ainsi un diplôme d'auxiliaire de vie. Elle décroche par la suite un poste d'employée dans une maison de retraite, continue ses études universitaires, obtient de nouveaux diplômes, tous dans le domaine du social. Elle rejoint en 1996 le bureau de la protection sociale de la ville de Tokyo. 
Elle quitte Tokyo pour Hokkaido en 2011, afin d'obtenir une formation en sciences politiques. Elle continue ses activités sociales, notamment sur les réseaux sociaux, tout en militant pour le droit à l'autodétermination des personnes concernées.

## Carrière électorale
Ikeda désire rejoindre la politique, motivée par la volonté de changer la société japonaise et son rapport aux personnes en difficulté, souhaitant une société où personne n'est laissé pour compte. Elle se porte candidate pour la première fois lors des élections législatives japonaises de 2014, dans la deuxième circonscription de Hokkaidō, soutenue par le Parti démocrate du Japon, mais échoue à se faire élire. En 2016, Ikeda devient la candidate unifiée de tous les partis d'opposition : PDJ, Parti communiste japonais, le Parti libéral et Parti social-démocrate lors d'une législative partielle dans la cinquième circonscription de Hokkaidō, mais échoue d'une courte marge contre le candidat du Parti libéral-démocrate au pouvoir, Yoshiaki Wada (ja). Elle est reconduite par le Parti démocrate constitutionnel, successeur du PDJ, lors des élections législatives japonaises de 2017, toujours dans la cinquième circonscription, mais échoue à nouveau à se faire élire. Néanmoins, elle bénéficie de la relance proportionnelle, et fait son entrée pour la première fois à la Diète du Japon,.
Ikeda ne parvient pas à se faire réélire à l'issue des élections législatives japonaises de 2021. Elle est la candidate unifiée de l'opposition aux élections à la gouvernance de la préfecture d'Hokkaidō en 2023, mais échoue là encore à se faire élire,. Elle se représente aux élections législatives japonaises de 2024, toujours dans la cinquième circonscription, et remporte cette fois l'élection, accédant pour la première fois à un siège uninominal. Elle profite ainsi de l'impopularité de son prédécesseur, englué dans des scandales de corruption.

## Prises de position
Ikeda se déclare opposée à une révision de la Constitution antimilitariste japonaise, révision soutenue par le Parti libéral-démocrate. Fortement opposée à la reprise des activités des centrales nucléaires japonaises, elle lutte contre l'utilisation de l'énergie nucléaire, qu'elle soit militaire ou civile. Elle se déclare également opposée à la visite du Premier Ministre au sanctuaire Yasukuni, sanctuaire shinto, considéré par certains comme l'un des symboles nationalistes du Japon.
Sur le plan sociétal, Ikeda se déclare favorable à la légalisation du mariage des personnes de même sexe, à l'introduction d'un système de quotas favorisant l'accession des femmes à des postes plus important, ainsi qu'à la mise en place d'une législation permettant aux conjoints de conserver leurs noms après le mariage. Elle soutient également le maintien des femmes dans la famille impériale japonaise, même après leur mariage, ainsi que l'ascension d'une femme sur le trône de Chrysanthème.

## Vie privée
Ikeda se marie à ses 18 ans à un homme qui l'abandonne deux ans plus tard pour fuir ses dettes. Il abandonne ainsi son Ikeda, enceinte de leur deuxième enfant, et leur premier nouveau-né.